# Nokia 105 4G
Il Nokia 105 4G è un telefono cellulare basico prodotto da HMD Global. A differenza della precedente serie 105 questo modello è compatibile con le reti 4G (oltre a quelle 3G e 2G): è in grado quindi di effettuare e ricevere chiamate su VoLTE (in aggiunta vi è la navigazione in Internet tramite il browser Opera Mini). Il dispositivo misura 121.5 millimetri in altezza e 50 millimetri in larghezza, con un peso di 93 grammi.